# Eubrachiosaurus
Eubrachiosaurus is een geslacht van uitgestorven dicynodonten uit de familie Stahleckeriidae, bekend uit het Laat-Trias (Carnien) van Wyoming.

## Beschrijving
Eubrachiosaurus is alleen bekend van het holotype exemplaar FMNH UC 633, een gedeeltelijk linkerschouderblad en een linkeropperarmbeen en linkerbekken die verloren zijn gegaan. Het werd verzameld bij de Little Popo Agie River in de buurt van Lander, Fremont County van de Popo Agie-formatie van de Chugwater Group. Eubrachiosaurus browni werd voor het eerst beschreven en benoemd in 1904 door Samuel Wendell Williston samen met Brachybrachium brevipes. Lucas en Hunt (1993) beschouwden beide taxa als jongere synoniemen van Placerias hesternus, die bekend is uit dezelfde formatie, een positie die in de meeste latere onderzoeken wordt gehandhaafd. De synoniem van Eubrachiosaurus en Placerias werd in twijfel getrokken door Long en Murry (1995), die opmerkten dat de ectepicondyle van Eubrachiosaurus was vergroot zoals bij Ischigualastia. Al het materiaal van Willistons dicynodont van Popo Agie is verloren gegaan, afgezien van de gedeeltelijke linkerschouderblad van Eubrachiosaurus. Kammerer et al. (2013) herbeschreven het beschikbare materiaal en de ontbrekende elementen werden herbeschreven op basis van foto's, genomen door Williston (1904), en suggereerden dat Eubrachiosaurus een geldig lid is van de Stahleckeriinae, het nauwst verwant aan Sangusaurus.
Kammerer et al. (2013) merkte ook op dat Williston (1904) Brachybrachium beschreef op basis van een fragmentarisch opperarmbeen van de bovenste Popo Agie-bedden, in bijna identiek dezelfde gebied als Eubrachiosaurus. Het momenteel verloren gegaan exemplaar was slecht bewaard gebleven en veel van de proximale en distale uiteinden ontbraken. Het deelt met het opperarmbeen van Eubrachiosaurus een bijna loodrechte hoek tussen de randen van de deltopectorale kam. Bovendien is bekend dat de eigenschappen op basis waarvan Williston de twee taxa van elkaar onderscheidde, ofwel intraspecifiek variëren in kannemeyeriiformen, ofwel te slecht bewaard zijn gebleven bij Brachybrachium om duidelijke morfologische verschillen met Eubrachiosaurus te vertonen. Zo hebben Kammerer et al. (2013) geconcludeerd dat het waarschijnlijk is dat deze twee taxa synoniem zijn, maar merkten op dat op een strikte apomorfe basis Brachybrachium brevipes als een nomen dubium moet worden beschouwd.